# La apa Vavilonului
La apa Vavilonului este o carte de memorii scrisă de Monica Lovinescu pe baza jurnalelor ținute de-a lungul vremii. A fost publicată la editura Humanitas, în două părți (1999 și 2001), prima apărând înaintea terminării scrierii celei de-a doua. A fost tipărită ulterior, în 2008, într-un singur volum. Un merit esențial în scrierea cărții l-a avut Gabriel Liiceanu, care a insistat în mod repetat ca Monica Lovinescu să continue redactarea.
Sunt atinse toate momentele importante din viața intelectualei române, precum copilăria și tinerețea, plecarea în exil, primii ani de exil (trăiți sub iluzia șansei de a putea combate fățiș comunismul), lupta de durată împotriva regimului comunist prin intermediul undelor scurte, la Radio Europa Liberă, și revenirea în România. Este un document de primă mână al exilului românesc și al istoriei românești a celei de-a doua jumătăți a secolului al XX-lea.

## Evocări
În carte sunt evocate figuri ale exilului românesc, precum Mihail Fărcășanu și Adriana Georgescu. De asemenea și figuri ale exilului literar, în primul rând Virgil Ierunca, soțul Monicăi Lovinescu, și în al doilea rând scriitori ca Paul Goma, cu care cuplul Monica Lovinescu-Virgil Ierunca fuseseră împrieteniți pentru o vreme, după venirea lui la Paris. 
Ca și celelalte publicații diaristice ale celei pe care cotidianul Der Spiegel o numea heimliche Literaturpäpstin (română papesă literară clandestină), și în subtextul acestei cărți este prezentă neadecvarea într-o Franță dominată intelectual de o stângă pro-comunistă, în care doar puține figuri, ca Raymond Aron și Albert Camus, erau dispuse să recunoască evidența efectelor devastatoare ale comunismului în țările Europei de Est.

## Ediții
- Monica Lovinescu, La apa Vavilonului I, Editura Humanitas, 1999.
- Monica Lovinescu, La apa Vavilonului II, Editura Humanitas, 2001.
- Monica Lovinescu, La apa Vavilonului, Editura Humanitas, 2008. Ediția I.
- Monica Lovinescu, La apa Vavilonului, Editura Humanitas, 2010. Ediția a II-a.